# Littau

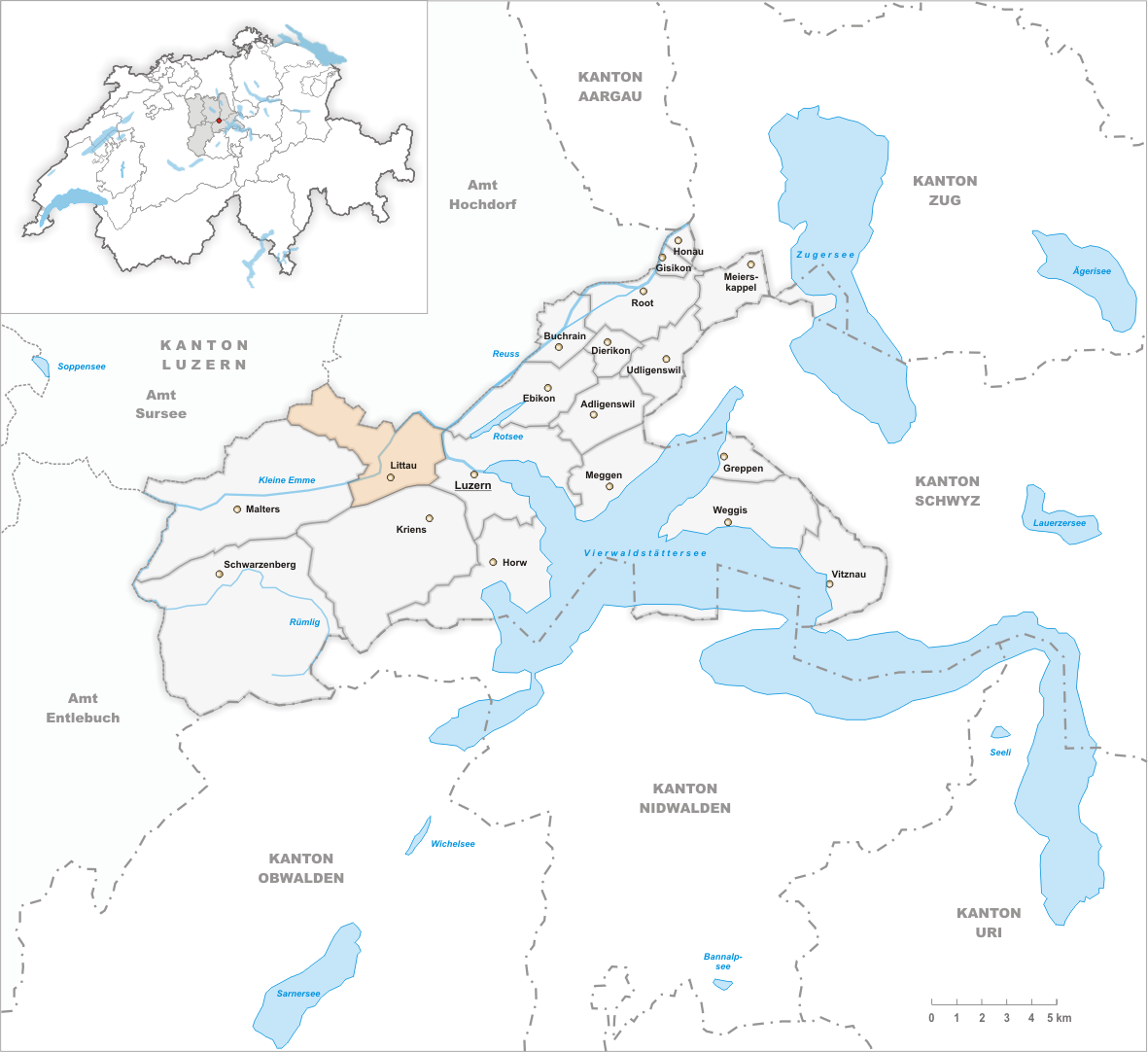
Gemeindestand vor der Fusion am 1. Januar 2010

Littau ist ein Stadtkreis der politischen Gemeinde Luzern. Bis zum 31. Dezember 2009 war Littau eine eigenständige politische Gemeinde im Amt Luzern des Kantons Luzern in der Schweiz.
Gemäss Entscheid des Souveräns in der Volksabstimmung vom 17. Juni 2007 hat die Gemeinde Littau per 1. Januar 2010 mit der Stadt Luzern fusioniert. Die neuen Luzerner Stadtteile Littau und Reussbühl behalten dabei ihre Postleitzahlen.

## Geographie

Luftbild von Walter Mittelholzer (vor 1937)

Die ehemalige Gemeinde liegt im Westen und Nordwesten der Stadt Luzern. Ihre Ostgrenze bildet die Reuss. Ausserdem verläuft ein Teil der Grenze zu Emmen entlang der Kleinen Emme. Die Kleine Emme mündet beim Ortsteil Reussbühl von links in die Reuss. Bei Haldenweid verlässt die Grenze die Kleine Emme und führt mehrere Kilometer in nordwestlicher Richtung bis zur Quelle des Buzibachs. Von dort dreht sie nach Südwesten bis zum Weiler Sagenhübeli sowie Rüteli kurz vor Hellbühl. Südostwärts gehend kommt sie schliesslich zum Thorenbergkanal und zur Kleinen Emme. Das ganze Gebiet trägt den Namen Littauerberg, weil es auf einer welligen Hochebene liegt. Die Westgrenze verläuft entlang dem Lauf des Renggbachs. Von Renggloch an folgt sie in östlicher Richtung dem Nordhang des Sonnenbergs bis zum Gütschwald. Vom Gütschwald geht sie zurück zur Reuss.
Im Gebiet zwischen Kleiner Emme, Reuss und Sonnenberg liegen die Hauptsiedlungen. Auf dem Littauerboden bestehen die Siedlungen aus Einzelgehöften und Häusergruppen.
Offiziell bestanden drei Ortschaften:
- Littau
- Reussbühl
- Reussthal

An der Reuss liegt das Quartier Reussthal, welches westlich von der bewaldeten Zimmeregg begrenzt wird. Westlich davon, an der Strasse von Luzern nach Malters, liegt Rönnimoos. Dieses ist zusammengewachsen mit dem nachfolgenden Littau Dorf. Beide liegen leicht erhöht.
Nördlich vom Dorf liegt im Tal unten der Littauer Boden. Dieses Gebiet zwischen Kleiner Emme, Reuss und Zimmeregg teilt sich in verschiedene Quartiere auf. Das grösste davon ist Reussbühl. Nördlich davon, gegenüber von Emmenbaum (Gemeinde Emmen), liegt Rothen. An einer Schleife der Kleinen Emme liegt der Roter Wald. Direkt unterhalb von Littau Dorf entstanden in den letzten Jahrzehnten einige Neubauquartiere. Zuerst beim Bahnhof, heute vermehrt im Littauer Boden westlich von Reussbühl. An der Kleinen Emme liegt eine grosse Industriezone.
Neben einigen kleinen Waldstücken im Littauerberg sind auch die Zimmeregg (mit dem Zimmereggwald), der Nordhang des Sonnenbergs, der Schachewald und der Roter Wald von Wald bedeckt.
Vom ehemaligen Gemeindeareal von 1328 ha ist ein Viertel (24,8 %) Siedlungsfläche. 21,1 % sind von Wald und Gehölze bedeck und 52,3 % der Gemeindefläche wird landwirtschaftlich genutzt.
Littau grenzt an Emmen, Kriens, die Stadt Luzern, Malters und Neuenkirch.

## Bevölkerung
| Bevölkerungsentwicklung 1798–2004 | Bevölkerungsentwicklung 1798–2004 |
| Jahr                              | Einwohner                         |
| --------------------------------- | --------------------------------- |
| 1798                              | 668                               |
| 1837                              | 1'104                             |
| 1850                              | 1'314                             |
| 1860                              | 1'644                             |
| 1870                              | 2'050                             |
| 1880                              | 2'661                             |
| 1888                              | 3'293                             |
| 1900                              | 3'699                             |
| 1910                              | 4'272                             |
| 1920                              | 4'365                             |
| 1930                              | 5'036                             |
| 1941                              | 5'131                             |
| 1950                              | 5'644                             |
| 1960                              | 8'715                             |
| 1970                              | 13'495                            |
| 1980                              | 14'996                            |
| 1990                              | 15'432                            |
| 1995                              | 15'600                            |
| 2000                              | 15'929                            |
| 2004                              | 16'020                            |

### Bevölkerungsentwicklung
Zwischen 1798 und 1850 verdoppelte sich die Einwohnerzahl (1798–1850: +96,7 %). Bis zur Fusion mit der Stadt Luzern gab es ein beständiges Bevölkerungswachstum. Zwischen 1850 und 1900 betrug es 181,5 %, als Littau Zielpunkt der abwandernden Landbevölkerung wurde. Damals entstanden im Littauer Boden, in Rothen und in der benachbarten Emmenweid (Gemeinde Emmen) grosse Industrieunternehmen, die viele Arbeitskräfte benötigten. Die Bevölkerungszunahme hielt auch in der ersten Hälfte des 20. Jahrhunderts in abgeschwächter Form an (1900–1950: +52,6 %). Innert der nächsten zwanzig Jahre wurde Littau vom Dorf zur Stadt (1950–1970: +139,1 %). Seit 1980 hat das Bevölkerungswachstum gemässigtere Formen angenommen (1980–2000: +6,2 %) und stagniert seit dem Jahr 2000 erstmals in 200 Jahren.

### Sprachen
Die Bevölkerung benutzt im Alltag eine hochalemannische Mundart. Bei der letzten Volkszählung im Jahr 2000 gaben 75,64 % Deutsch, 6,23 % Italienisch und 5,96 % Serbokroatisch als Hauptsprache an.

### Religionen, Konfessionen
Früher war die gesamte Bevölkerung Mitglied der römisch-katholischen Kirche. Durch Kirchenaustritte und Zuwanderung aus anderen Regionen der Schweiz und dem Ausland hat sich dies geändert. Im Jahr 2000 sah die religiöse Situation so aus: Es gab 63,75 % römisch-katholische, 10,31 % evangelisch-reformierte und 5,85 % orthodoxe Christen. Daneben fand man 7,97 % Muslime, 5,43 % Konfessionslose und 1,42 % Anhänger anderer nichtchristlicher Bekenntnisse.
| Bevölkerung nach Nationalität (Volkszählung 2000) | Bevölkerung nach Nationalität (Volkszählung 2000) | Bevölkerung nach Nationalität (Volkszählung 2000) |
| Nationalität                                      | Anzahl ohne Doppelbürger                          | Anzahl mit Doppelbürger                           |
| ------------------------------------------------- | ------------------------------------------------- | ------------------------------------------------- |
| Schweiz                                           | 9'543                                             | 10'454                                            |
| Serbien und Montenegro                            | 1'484                                             | 1'562                                             |
| Italien                                           | 1'143                                             | 1'503                                             |
| Portugal                                          | 505                                               | 515                                               |
| Bosnien-Herzegowina                               | 860                                               | 900                                               |
| Kroatien                                          | 401                                               | 431                                               |
| Spanien                                           | 385                                               | 417                                               |
| Sri Lanka                                         | 291                                               | 313                                               |
| Mazedonien                                        | 252                                               | 294                                               |
| Deutschland                                       | 134                                               | 189                                               |
| Türkei                                            | 122                                               | 163                                               |
| Österreich                                        | 46                                                | 65                                                |

Die Muslime sind zwar in der Mehrheit Albaner aus dem Kosovo und Mazedonien sowie Bosniaken; dazu kommen aber auch viele Türken, Kurden, Araber und Somalis. Die Orthodoxen sind mehrheitlich Serben und Montenegriner. Einige Mazedonier und Griechen stossen dazu. Die Anhänger anderer nichtchristlicher Bekenntnisse sind grossmehrheitlich Hindus tamilischer Herkunft. Ausserdem gibt es unter ihnen noch einige Budhhisten vietnamesischer und chinesischer Herkunft.

### Herkunft und Nationalität
Von den Ende 2004 16'020 Einwohnern waren 10'291 Schweizer und 5'729 (= 35,8 %) Ausländer. Die Gemeinde hatte zum Zeitpunkt der Fusion mit der Stadt Luzern den höchsten Ausländeranteil aller Luzerner Gemeinden. In den Ortsteilen Reussthal und Fluhmühle ist eine Mehrheit der Bewohner ausländischer Herkunft. In Reussbühl, Littau Dorf und in den Quartieren im Littauer Boden ist der Ausländeranteil dagegen weit unter dem Durchschnitt der Gemeinde. Bei der letzten Volkszählung im Jahr waren 59,91 % (einschliesslich Doppelbürger 65,63 %) Schweizer Staatsangehörige. Die Verteilung auf die wichtigsten Nationalitäten kann man nebenstehender Tabelle entnehmen.

## Kultur
Littau bietet ein breites Kulturangebot, neben Fussball- und Sportvereinen hat Littau auch zwei Jodelchöre und eine Musikgesellschaft.

### FC Littau
Der Fussballclub Littau besteht seit 1957 und hat neben drei Erwachsenen-Mannschaften, einem Frauen-Team, ein Juniorinnen Team, auch noch 17 Junioren Teams. Dazu kommen ein paar Senioren Teams.

### FC Südstern
Der zweite Fussballclub in Littau besteht seit 1930, jedoch noch nicht mit dem heutigen Namen, der Club nannte sich damals FC Red Star Littau. Als dann aber bekannt wurde, dass in Zürich bereits ein FC Red Star existierte, beschloss der Verein 1932 eine Namensänderung, die bis heute hin Bestand hat – FC Südstern.

### Turnerinnen Verein STV Littau
Ob polysportiv, Leistungs- oder Breitensport. Von jung und ehrgeizig bis erfahren und rüstig halten sich alle Turnenden fit und erfreuen sich an unserem breiten und abwechslungsreichen Angebot aus den 10 verschiedenen Riegen.

### Männerturnverein Littau
Der Männerturnverein Littau wurde 1949 gegründet. Seit seiner Gründung stehen das Turnen sowie der soziale Kontakt unter Gleichgesinnten im Vordergrund.
So heisst das Motto heute noch: Mach di schlau ond chomm doch au!

### Jodelclub Littau
Ziel und Zweck des Klubs sind die Erhaltung alter schweizerischer Eigenart und das Brauchtum, wie Jodeln in Gruppen, Einzel und Duett. Pflege einer guten Kameradschaft und mit unseren Liedern der Bevölkerung Freude bereiten. Für einander da sein in guten wie in schlechten Zeiten.

### Jodlerfründe Ruopige Reussbühl
Der Jodlerklub Jodlerfründe Ruopige setzt sich zum Ziel, den Jodelgesang und das Brauchtum zu pflegen. Unser Jodlerklub zeichnet sich aus durch Freude am Singen und durch die Offenheit gegenüber Volksliedern im Allgemeinen. Kameradschaft, Loyalität und die gemeinsame Freizeitbeschäftigung sind unsere Stärken. Unser Ziel ist es, den Jodelgesang der breiten Bevölkerung näher zu bringen.

### Musikgesellschaft Littau
Die Musikgesellschaft Littau wurde 1912 in Littau gegründet. Sie hat zum kulturellen Leben der Gemeinde Littau viel beigetragen und hat in der Gemeinde einen sehr hohen Stellenwert. Die MGL spielt seit mehreren Jahren in der 1. Stärkeklasse Harmonie. Die MGL zählt zurzeit 45 Aktivmitglieder mit einem Durchschnittsalter von 34 Jahren und pflegt eine sehr gute Kameradschaft. Zum Repertoire der MGL gehören Original Kompositionen wie auch anspruchsvolle Unterhaltungsmusik und natürlich auch Märsche.
Im Jahresprogramm stehen folgende Auftritte und Aktivitäten:
- Jahreskonzert mit zwei Konzertabenden (jeweils Ende November)
- Kinderkonzert mit Geschichtenerzählerin (Ende November)
- Kirchenkonzert in der Pfarrkirche Littau (Mitte März)
- Teilnahme an Eidgenössischen und Kantonalen Musikfesten
- Musikständchen an kirchlichen Anlässen: Weisser Sonntag, Firmung, Fronleichnam, Konfirmation
- Teilnahme Littauer Fasnacht (Festzelt auf Dorfplatz)

Die Musikgesellschaft Littau steht seit Januar 2018 unter der musikalischen Leitung von Silvia Riebli. Der Verein wird präsidiert von Stefan Häfliger. Ihm steht ein fünfköpfiger Vorstand und eine Musikkommission zur Seite.

### Weitere Vereine
Es gibt noch unzählige weitere Vereine und Clubs in Littau. Hier eine kurze unvollständige Aufzählung:
Feuerwehr, Pfadi, Jungwacht, Blauring, Tennisclub, Boccia Club, Handball-, Volleyballverein, Basketball-, Unihockey-, Baseballclub, Handorgelverein, Bergchörli, Hundeverein, Schiessverein, Frauengemeinschaft, Abendzirkel, Klausgesellschaft, Trychler, Guggenmusiken [Gögguschränzer, Löchlitramper, Rootseemöven], 11er Club...

## Verkehr

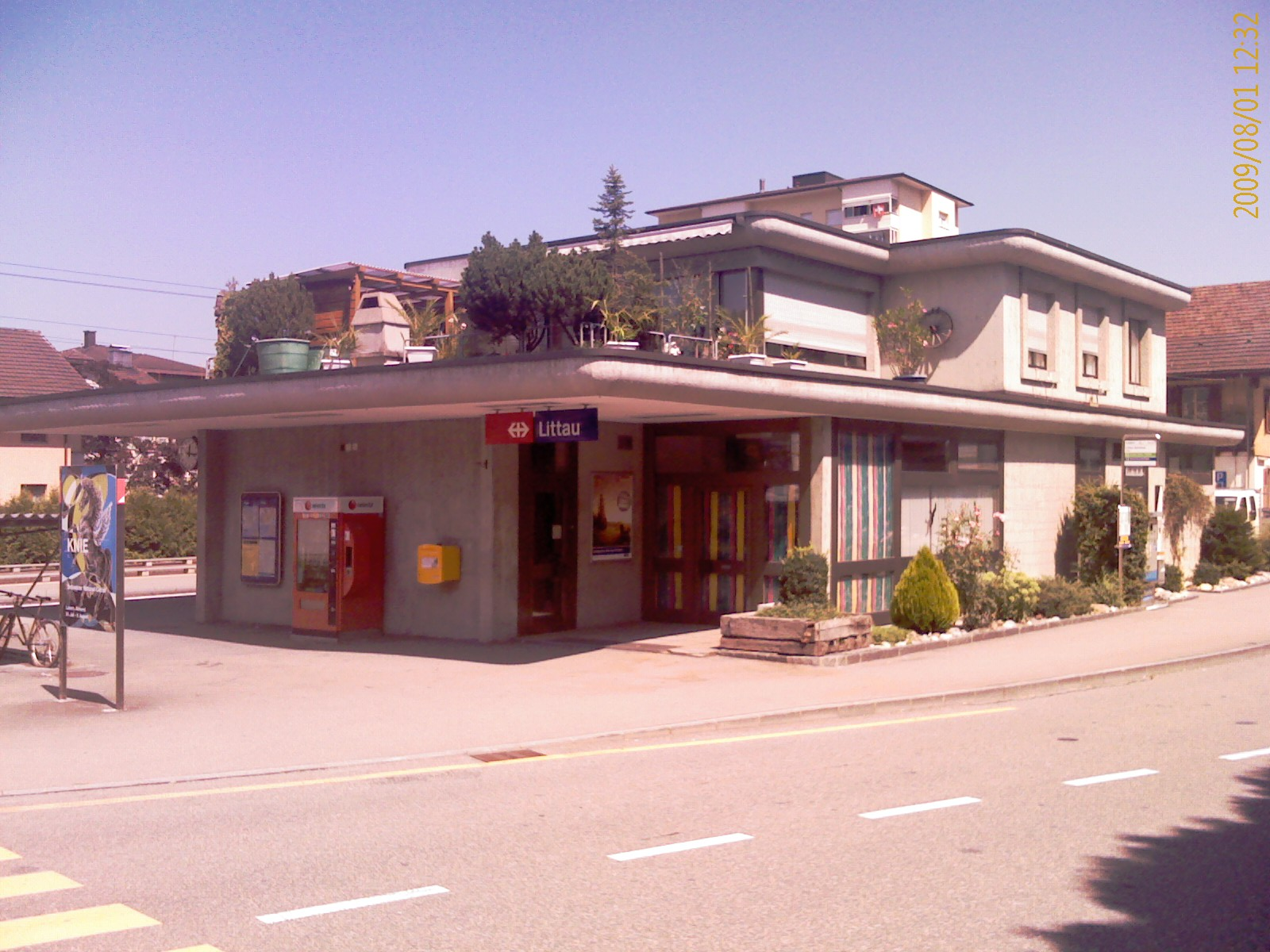
Der Bahnhof Littau

Littau liegt an der Bahnstrecke Luzern–Bern und hat einen Bahnhof. Der öffentliche Verkehr erschliesst die Gemeinde aber hauptsächlich durch den Trolleybus Luzern und diverse Autobuslinien. Reussthal und Reussbühl liegen an der Trolleybuslinie 2 (Luzern Bahnhof–Emmenbrücke Sprengi). Rönnimoos und Littau Dorf werden von der Autobuslinie 12 (Luzern Bahnhof-Littau Gasshof) sowie Linie 30 (Littau Bahnhof-Kantonsspital-Ebikon) der Verkehrsbetriebe Luzern erschlossen. Der Littauer Boden ist durch die Autobuslinie 40 der Auto AG Rothenburg (Waldibrücke Emmen–Flugzeugwerke Emmen–Emmen Center–Littau Dorf–Littau Bahnhof), die Autobuslinie 41 des Ortsbus Emmen/Emmenbrücke (Emmenbrücke Schönbühl–Emmen Center–Littau Bahnhof) sowie die S-Bahn Linie 6 (Luzern–Langenthal) ans Netz des Öffentlichen Verkehrs angeschlossen.
Ein Teil der ehemaligen Gemeinde (Littau Dorf u. a.) liegt an der Strasse Luzern–Malters–Wolhusen. Die Ortsteile im Reusstal liegen an der Strasse Luzern–Emmenbrücke. Die nächsten Autobahnanschlüsse Emmen-Süd und Luzern-Zentrum sind nur wenige Kilometer entfernt.

## Geschichte

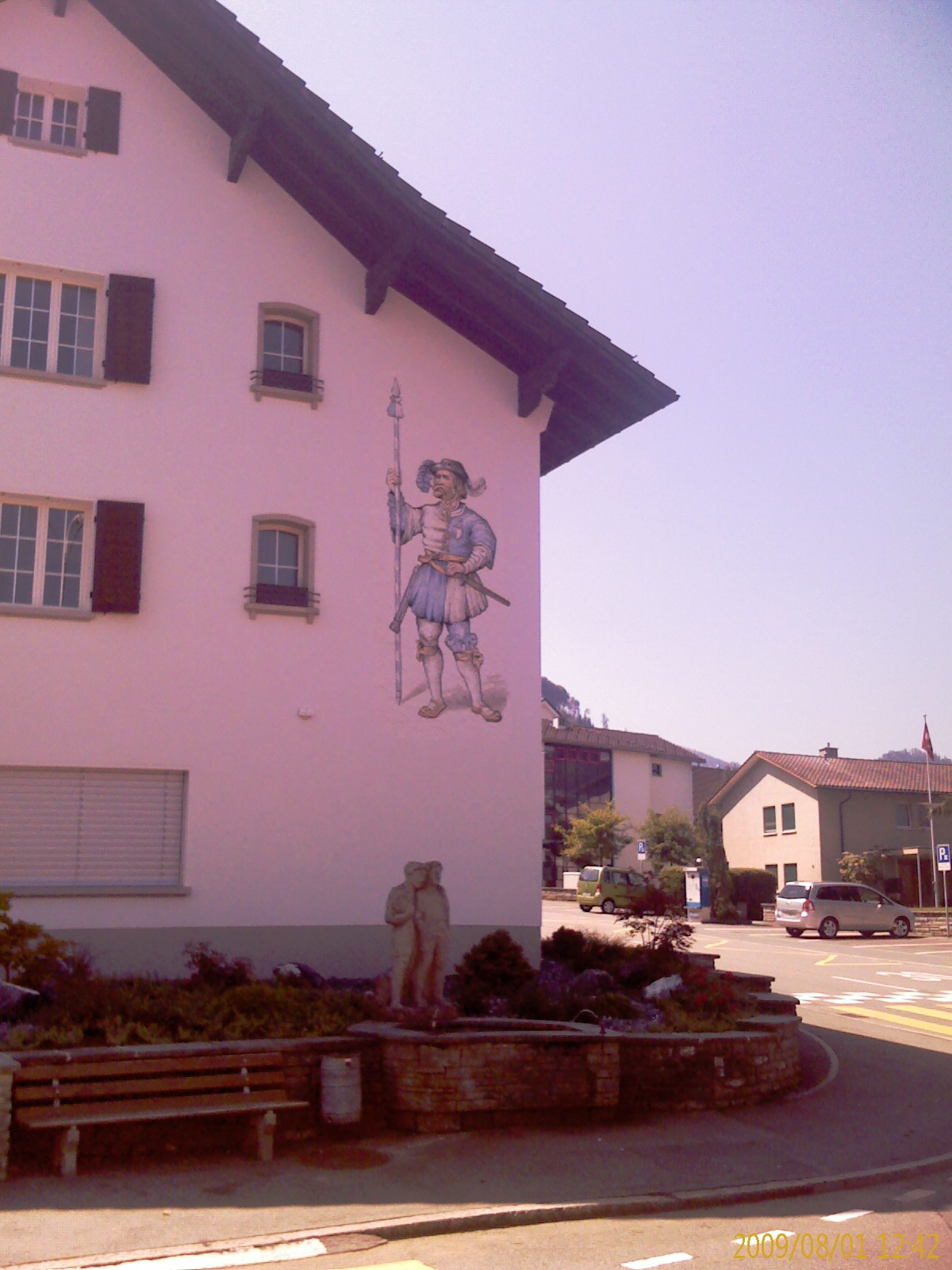
Haus im Zentrum Littaus

Littau gehörte zu den Dinghöfen des Benediktinerklosters im Hof in Luzern, doch wird es geschichtlich unter dem Namen Litowo zum ersten Mal im Jahr 1178 in einer Stiftungsurkunde der Leutpriesterpfründe der Stadt Luzern erwähnt. Das Kloster Murbach im Elsass übte jahrhundertelang die Herrschaft aus. Im Jahr 1291 erwarben die Habsburger die Gemeinde. In ihrem Namen übten die Herren von Littau die Herrschaft aus. Nachdem die Luzerner und Berner 1415 den Habsburgern den Aargau entrissen hatten, verschwand der letzte Rest von Einfluss seitens der Habsburger. In den folgenden Jahrzehnten war Littau in den Händen verschiedener adliger Familien aus Luzern und wurde 1481 von der Stadt Luzern übernommen. Littau war ein sehr rebellischer Besitz und beteiligte sich sowohl am Zwiebelnkrieg im Jahr 1513 wie auch am Bauernkrieg 1653. Bis 1798 bildete Littau zusammen mit der Nachbargemeinde Malters eine Luzerner Landvogtei. Seit 1803 gehört es zum Amt Luzern. In Rothen wurde 1843 die Grundlage zum Sonderbund gelegt. In den Jahren 1844 und 1845 fanden auf Littauer Boden Kampfhandlungen im Rahmen der Freischarenzüge statt. 1847 wurden eidgenössische Truppen einquartiert, um den Sonderbund zu stoppen.
Am 17. Juni 2007 hat die Bevölkerung von Littau in einer Volksabstimmung beschlossen, ihre Gemeinde mit der Stadt Luzern zu fusionieren. Am 1. Januar 2010 ging Littau in der Stadt Luzern auf und hörte auf als eigenständige Gemeinde zu existieren. Die Quartier- und Flurnamen jedoch bleiben weiterbestehen und auch das Gemeindewappen darf lokal weiterverwendet werden, dies ohne offizielle Funktion mehr. Hingegen sind die postalischen Ortschaften 6014 Littau und 6015 Reussbühl verschwunden und durch 6014 Luzern resp. 6015 Luzern ersetzt worden.

## Volkssage
Eine reiche Familie namens Marün schenkte der Gemeinde eine Holzglocke, für die Kirche, die neu erbaut wurde. Als man sie zum ersten Mal "schlagen" wollte, gab es logischerweise keinen Klang. Die Leute der Gemeinde gingen auf die Strasse zur Kirche und riefen «Lüt au», «Lüt au». Und so solle der Name der Gemeinde Littau entstanden sein.

## Mast Nr. 301
Der Ende 1990 in Littau errichtete Mast Nummer 301 ⊙ der Freileitung Innertkirchen–Littau–Mettlen ist der höchste Schleuderbetonmast der Welt. Er ist 59,5 Meter hoch und wiegt 307 Tonnen. Der als Portalmast mit drei Querträgern ausgeführte Mast ist ein Abspannmast, der für die Aufnahme von zwei 380-kV- und einem 110-kV-Stromkreisen ausgelegt ist.

Mast Nr. 301
Mast Nr. 301
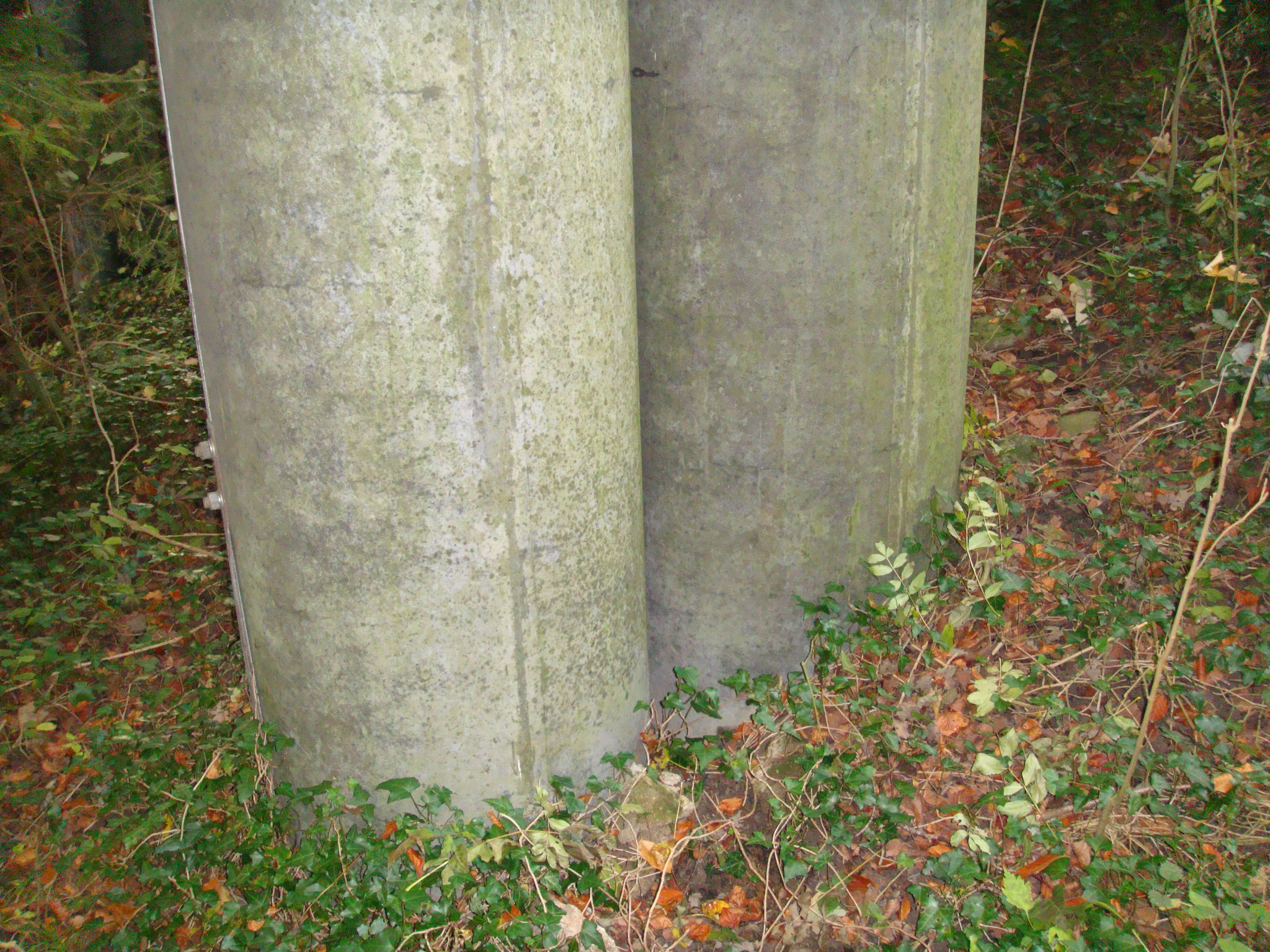
Mast Nr. 301, Bodenansicht
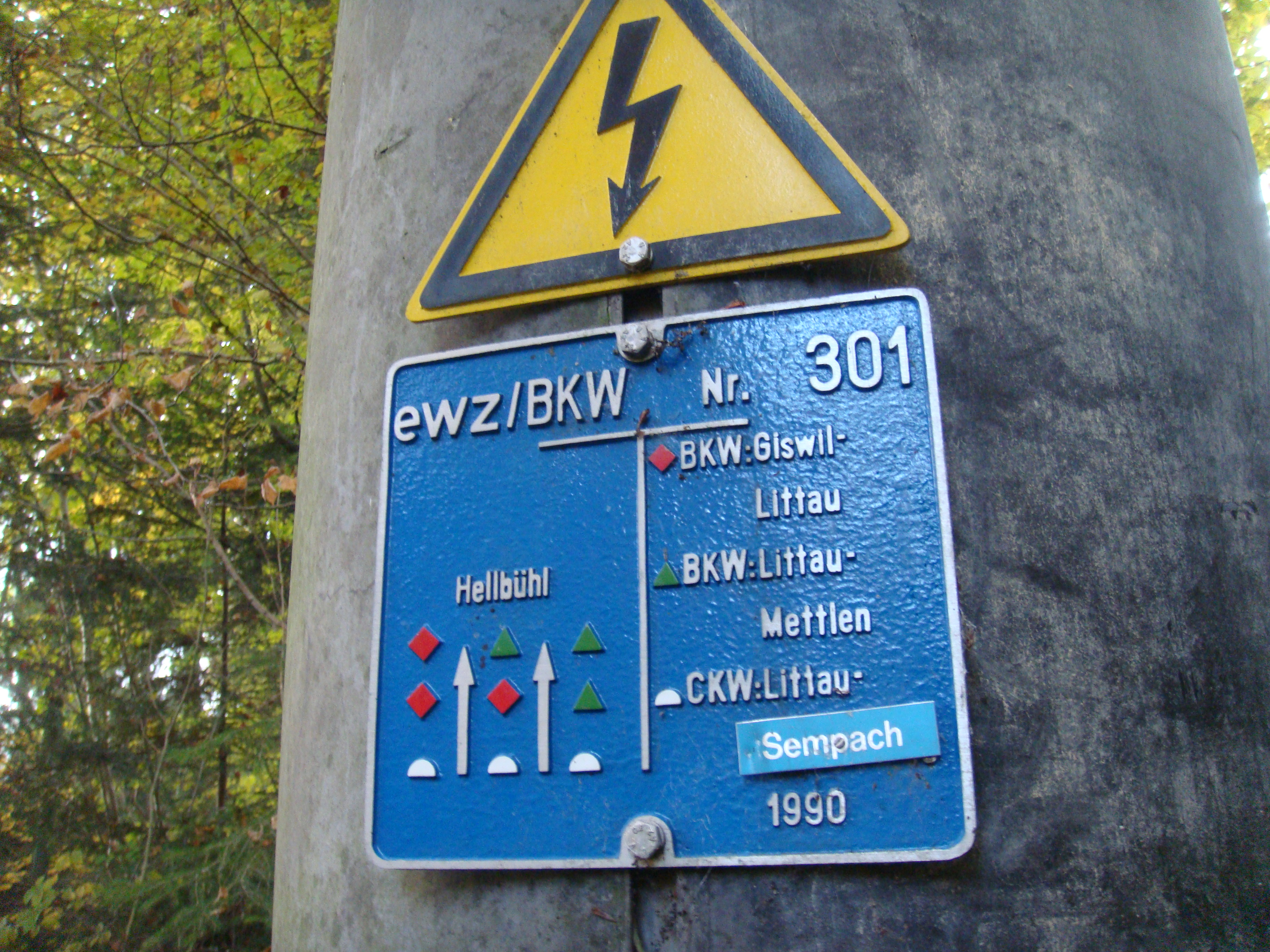
Mast Nr. 301, Tafel

## Persönlichkeiten
- Herbert Baumann (* 1964), Fussballspieler und -trainer
- Christoph Gilli (1963–2010), Fussballspieler und -trainer
- Peter Kurmann (* 1940), Kunsthistoriker
- Josef Lang (1879–1946), Filmverleiher und -produzent
- Dominik Riedo (* 1974), Germanist und Schriftsteller
- Gottlieb Ulmi (1921–1990), Bildhauer und Plastiker
- Alain Wiss (* 1990), Fussballspieler
- Thomas Wyss (* 1966), Fussballspieler und -trainer